# Croglio
Croglio es una comuna suiza del cantón del Tesino, situada en el distrito de Lugano, círculo de Sessa. Limita al noreste con la comuna de Bedigliora, al este con Pura, al sureste con Ponte Tresa y Lavena Ponte Tresa (IT-VA), al sur con Cadegliano-Viconago (IT-VA), y al oeste con Monteggio y Sessa.